# ジョン・ペルゼル
ジョン・キャンベル・ペルゼル（John Campbell Pelzel、1914年7月25日 - 1999年10月18日）は、アメリカ合衆国の人類学者。連合国軍占領下の日本で連合国軍最高司令官総司令部民間情報教育局世論社会調査課長を務め、漢字廃止を企んだが失敗に終わった。

## 経歴
フィラデルフィア生まれとも、カンザス州出身ともいわれる。1918年、4歳のときに日本統治時代の朝鮮で（おそらくは英語教師、宣教師として）働くこととなった父に従い、一家で朝鮮に渡り、1931年まで滞在した。帰国後、シカゴ大学に学び、1935年に卒業した後、ハーバード大学大学院に転じて人類学を専攻した。ハーバードでは、当初はメキシコの研究に没頭したが、程なくして研究対象をアジアに転じ、1940年には鄭德坤 (Cheng Te-k’un) が指導した大規模な考古学的調査プロジェクトに参加して、シベリア、中国、日本、東南アジアをめぐる調査旅行を行ない、その成果を修士論文にまとめて1941年にMAを取得した。
ベンゼルはアメリカ海兵隊に志願入隊して少尉とされ、サンディエゴの海兵隊基地から、1941年7月にハワイ大学ヘ派遣されて日本語教師としての研修を受け、日米開戦の直前に、真珠湾のアメリカ海軍が1940年に開設していた日本語学校へ派遣されて真珠湾攻撃に遭遇し、同僚たちとともに対空砲で日本軍の空襲に対抗した。太平洋戦争中は、ニュージーランドのウェリントンに駐留し、アメリカ軍の反転攻勢とともにタラワ島、サイパン島、テニアン島と移動した。海兵隊では、最終的に予備役少佐 (Major in the Marine Corps Reserve) となった。
戦後はいったん大学院へ戻ったが、連合国軍占領下の日本における連合国軍最高司令官総司令部 (GHQ) 民間情報教育局 (CIE) 世論社会調査課長に起用されて赴任した。1948年には、日本人の識字を調査する読み書き能力調査委員会のCIEの担当者となったが、この調査の成果は、1951年に『日本人の読み書き能力』（東京大学出版部）にまとめられた。ペルゼルは、日本語表記のローマ字化を支持しており、この調査によって日本人の識字力が低く、その原因は漢字表記にあるという結論を誘導しようとしていたとされる。
1949年に帰国。その後、博士論文「Social Stratification in Japanese Urban Economic Life」を完成させ、1950年に、アジアの文化人類学と言語を担当する教員としてハーバード大学に採用された。ハーバード大学では様々な役職に就いたが、ハーバード燕京研究所の所長もエドウィン・O・ライシャワーから引き継ぐ形で1964年から1975年まで兼任した。1979年には、大学を退職してアリゾナ州へ移り住み、引退生活を送ったが、この時期にも、特に軍関係者から日本関係の事項について助言を求められる機会が少なくなかったという。
ペルゼルは、アリゾナ州ツーソンで死去した。